# Maurice Couve de Murville
Maurice Couve de Murville (Reims, 24 januari 1907 - Parijs, 24 december 1999) was een Frans conservatief politicus. Hij werd geboren als Maurice Couve; zijn vader kreeg in 1925 toestemming de tweede naam toe te voegen.
Couve de Murville studeerde rechten in Parijs en was van jongs af aan geïnteresseerd in politiek. Van 1937 tot 1940 was hij directeur van de afdeling buitenlandse zaken van het ministerie van financiën. Na de nederlaag van Frankrijk tegen het Duitse Rijk maakte Couve de Murville in 1940 deel uit van de wapenstilstandscommissie van Wiesbaden, die de basis legde voor het Vichy-regime, waarvan hij directeur buitenlandse financiën en deviezenhandel werd.
In maart 1943, na de landing van Amerikaanse troepen in Noord-Afrika, liep Couve de Murville als een van de weinige hoge ambtenaren van het Vichy-regime over naar de kant van de geallieerden. Hij stelde zich in Algiers ten dienste van generaal Henri Giraud. In juni 1943 werd hij 'penningmeester' van het Comité français de la Libération nationale (CFLN) en liep hij over naar de Vrije Fransen van generaal Charles de Gaulle.
In februari 1945 werd hij lid van de voorlopige Franse regering als ambassadeur in Italië. Vervolgens bekleedde hij meerdere ambassadeursposten, onder meer in Caïro (1950–1954), bij de NATO (1954), in Washington (1955–1956) en in Bonn (1956–1958).
Toen generaal Charles de Gaulle opnieuw aan de macht kwam, werd Couve de Murville in 1958 minister van Buitenlandse Zaken. Na de gebeurtenissen van mei 1968 werd hij voor korte tijd benoemd tot minister van Economie en Financiën; daarna volgde hij  op 10 juli 1968 Georges Pompidou op als premier. Nadat Georges Pompidou tot president was verkozen werd hij op 20 juni 1969 opgevolgd door Jacques Chaban-Delmas. Van 1973-1986 was hij parlementslid voor de gaullistische partijen UDR en RPR. Daarna was hij nog negen jaar senator.

## Politieke mandaten
| 1958-1968         |  | Minister van Buitenlandse Zaken                                                         |
| 1968-1969         |  | Premier                                                                                 |
| 1968 en 1973-1986 |  | Volksvertegenwoordiger voor Parijs, aanvankelijk voor de UDR, nadien voor de RPR        |
| 1973-1978         |  | Voorzitter van de commissie buitenlandse zaken van de Kamer van Volksvertegenwoordigers |
| 1986 -1995        |  | Lid van de senaat voor Parijs                                                           |

## Werken
- Une politique étrangère 1958–1969, 1971
- Le monde en face, 1989

- Bibliothèque nationale de France: cb12132558d (data)
- Gemeinsame Normdatei: 118677152
- International Standard Name Identifier: 0000 0001 1490 4172
- Library of Congress Control Number: n2007079413
- Nationale Bibliotheek van Tsjechië: jo2012718805
- Nationale bibliotheek van Australië: 35784403
- Nationale Bibliotheek van Israël: 987007599360305171
- Nationale Bibliotheek van Polen: a0000002143587
- Nederlandse Thesaurus van Auteursnamen: 070974470
- LIBRIS: 182332
- SNAC: w6sp2chw
- Système universitaire de documentation: 029773458
- Trove: 1086140
- Virtual International Authority File: 39411988
- WorldCat: E39PBJrcjytK49gjkfF3qrgVG3